# 駒込武
駒込 武（こまごめ たけし、1962年 - ）は、日本の教育学者。京都大学大学院教育学研究科教授。

## 略歴
1981年に筑波大学附属高等学校を卒業。東京大学大学院教育学研究科博士課程を修了後、1992年からお茶の水女子大学講師・助教授を経て、1999年より京都大学大学院教育学研究科助教授、2013年より同教授。専門は日本の植民地教育史、台湾近現代史。1995年、「日本植民地帝国の教育文化政策 -儒教・教育勅語・日本語」で東京大学より博士（教育学）を取得した。

## 主張
日本における排外主義的ナショナリズム、レイシズムを批判する立場から、公立学校の入学式・卒業式で日の丸掲揚・「君が代」斉唱を拒絶した教師への処分に反対する運動を行ったほか、地方自治体が朝鮮学校への補助金支給を停止したことを批判した。
2015年の安保関連法制反対運動を契機として立ち上げられた「自由と平和のための京大有志の会」の呼びかけ人となったほか、京都における市民連合「ユナイトきょうと」の活動にも参加、全国的な市民連合のネットワークと連携しながら市民の主導する政治を目指している。
日本植民地統治下の台湾史を研究する一方、これまで日本の左翼運動がともすれば台湾をめぐる問題を無視ないし軽視する傾向があったことへの批判的スタンスを明確化し、台湾の政治学者呉叡人の本を翻訳出版、アメリカと中国の覇権争いの狭間で、香港、台湾、沖縄と日本「本土」の知識人繋ぐネットワークを構築しようとしている。「呉叡人プロジェクト実行委員会」「京都で香港とともに」「京都台湾研究中心」などの運営に携わっている。
近年は大学の「ガバナンス（管理運営体制）改革」問題についての発言を重ね、「改革」によって壊されてしまった大学の研究・教育の現場の声をまとめた『「私物化」される国公立大学』を刊行した。

## 著書

### 単著
- 『植民地帝国日本の文化統合』 岩波書店、1996年
- 『世界史のなかの台湾植民地支配:台南長老教中学校からの視座』 岩波書店、2015年
- 『統治される大学』地平社、2025年10月4日。ISBN 978-4911256121。

### 共著
- 『生活の中の植民地主義』 水野直樹編、人文書院、2004年
- 『歴史と責任:「慰安婦」問題と一九九〇年代』 金富子、中野敏男共編著、青弓社、2008年

### 編著
- 『現代教育史事典』 久保義三、米田俊彦、児美川孝一郎共編著、東京書籍、2001年
- 『日本の植民地支配:肯定・賛美論を検証する』　岩波ブックレット、2001年
- 『叢書・比較教育社会史　帝国と学校』　橋本伸也共編著、昭和堂、2007年
- 『「偏見・差別・人権」を問い直す:京都大学講義』 竹本修三共編著、京都大学学術出版会、2007年
- 『戦時下学問の統制と動員　日本諸学振興委員会の研究』川村肇、奈須恵子共編、東京大学出版会、2011年
- 『生活綴方で編む「戦後史」：〈冷戦〉と〈越境〉の1950年代』駒込武編、岩波書店、2020年
- 『「私物化」される国公立大学』駒込武編、岩波ブックレット、2021年

### 訳書
- 『台湾、あるいは孤立無援の島の思想：民主主義とナショナリズムのディレンマを越えて』呉叡人著、駒込武訳、みすず書房、2021年

## 動画
- 駒込武インタビュー：「稼げる大学」が日本を滅ぼす【論壇チャンネルことのは】 - YouTube